# 圣路易斯历史中心
圣路易斯历史中心（葡萄牙语：Centro Histórico de São Luís）包括巴西马拉尼昂州首府圣路易斯一块占地面积220公顷的区域，大约有3000处房产被列为国家历史遗产，1400处受国家历史与艺术遗产协会（IPHAN）保护。其中一部分在1997年宣布为世界遗产，理由是因为适应这个地方气候的葡萄牙殖民建筑群。
历史中心的主要建筑特色与温暖潮湿的气候有关。包括使用瓷砖用于外墙防水，植物，大屋顶、百叶帘等。 
这里重要的历史建筑，有狮子宫（Palácio dos Leões，州政府所在地）、拉瓦迪埃宫（Palácio de La Ravardière，县政府所在地）、胜利之后主教座堂 (马拉尼昂的圣路易斯)（Catedral de São Luís）、圣路易斯主教宫（Palácio Episcopal de São Luís）、嘉模圣母修道院和教堂（Convento e Igreja de Nossa Senhora do Carmo）、仁慈修女院（Convento das Mercês）、图哈斯市场（Mercado das Tulhas）、玫瑰圣母堂（Igreja de Nossa Senhora do Rosário）、德斯特罗圣若瑟堂（Igreja de São José do Desterro）、Casa das Minas、里贝里尼奥喷泉（Fonte do Ribeirão）和石头喷泉（Fonte das Pedras，佩德拉斯）、阿图尔·阿泽维多剧院（Teatro Artur Azevedo）等。

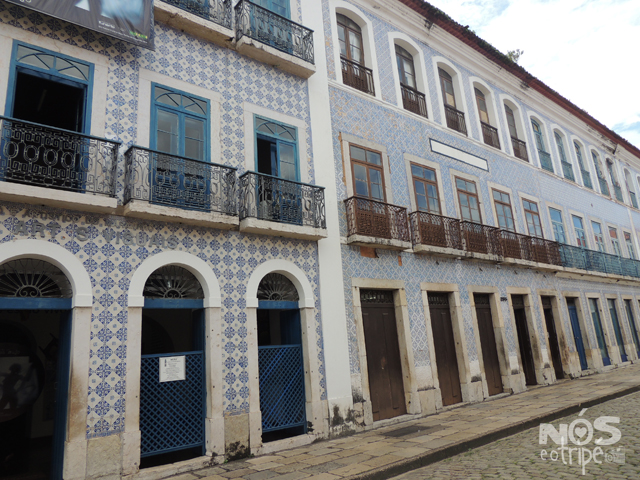
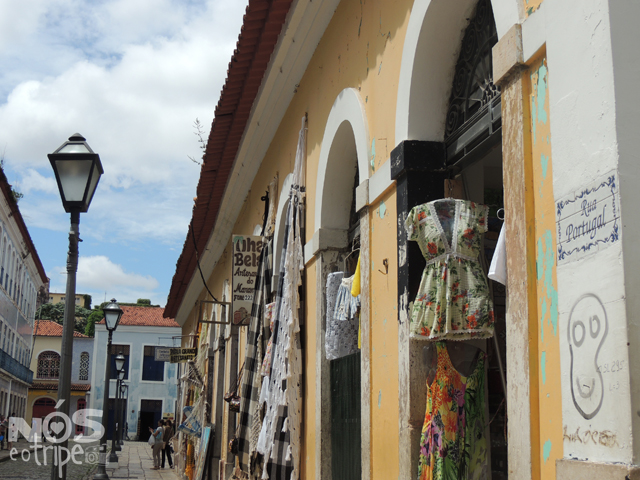
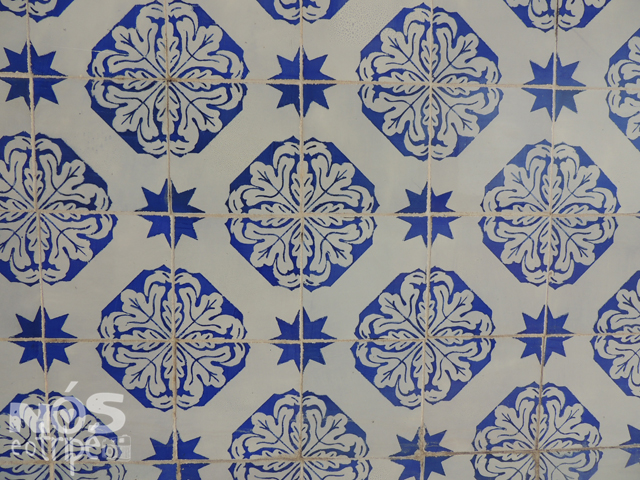
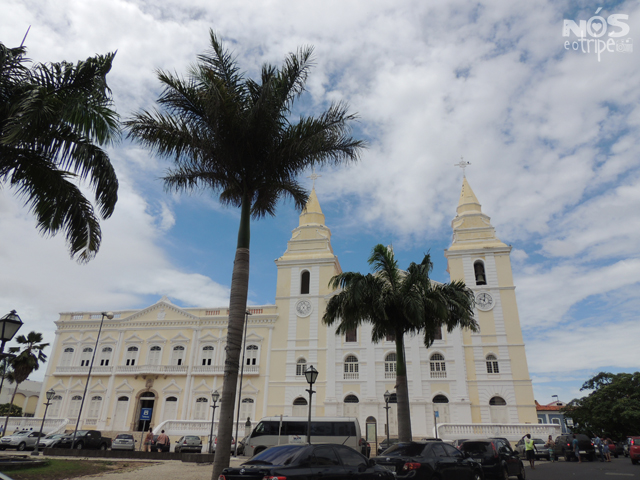
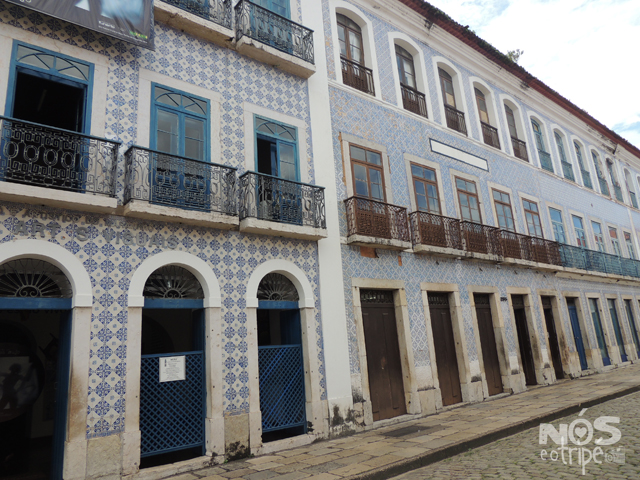